# Rand (topologie)
In de topologie, een deelgebied van de wiskunde, bestaat de rand van een verzameling uit de punten die willekeurig dicht bij zowel de verzameling als haar complement liggen. Anders gezegd: in de buurt van een randpunt liggen zowel punten van binnen de verzameling zelf, alsook van buiten de verzameling. Een rand kan bestaan uit wat in het spraakgebruik ook wel in het meervoud, 'randen', kan worden genoemd.

## Definitie
Zij {\displaystyle (X,{\mathcal {T}})} een topologische ruimte en zij A een deelverzameling van X. De rand van A, genoteerd {\displaystyle \delta (A)}, bestaat uit de punten van X die willekeurig dicht benaderd worden zowel door punten van A als door punten van haar complement Ac. Dit wil zeggen dat een punt p tot de rand van A behoort als elke willekeurig kleine omgeving van p zowel A als Ac snijdt.
{\displaystyle \delta (A)=\{p\in X\ |\ \forall V\in {\mathcal {V}}(p):V\cap A\neq \emptyset \land V\setminus A\neq \emptyset \}}
De rand van A is niet noodzakelijk een deelverzameling van A, zoals uit onderstaande voorbeelden blijkt.

### Randpunt
De punten van de rand {\displaystyle \delta (A)} worden randpunten van {\displaystyle A} genoemd.

## Voorbeelden
Op de reële getallenas met zijn gewone topologie bestaat de rand van een eindig interval met positieve lengte uit het paar van de twee randpunten, ongeacht of het een gesloten, halfopen of open interval betreft.
{\displaystyle \delta [a,b]=\delta (a,b)=\delta (a,b]=\delta [a,b)=\{a,b\}}
Op diezelfde getallenas bestaat de rand van verzameling der rationale getallen (breuken) uit de hele reële as, want elk reëel getal kan geschreven worden als een limiet van breuken, maar ook als een limiet van irrationale getallen.
De rand van X zelf is leeg, omdat het complement van X in zichzelf leeg is.
De rand van de lege verzameling is leeg.
In de discrete topologie is de rand van elke verzameling leeg.
In de indiscrete topologie (triviale topologie {\displaystyle \{\emptyset ,X\}}) is de rand van elke verzameling de hele ruimte X, behalve van de lege verzameling en van de ruimte X zelf, die allebei een lege rand hebben.
In de figuur hieronder is een deelverzameling A van het vlak in het groen weergegeven. Een rode kleur geeft uitdrukkelijk aan dat sommige punten van het vlak niet tot A behoren. Daaronder staat een schets van de rand van A in het blauw. De rand van A bevat limietpunten van rijen in A waarvan de limiet niet tot A behoort. De rand bevat eveneens limietpunten van rijen in het complement van A waarvan de limiet tot A behoort.

De groene deelverzameling A van het vlak, met daaronder in het blauw een schets van de rand van A

## Elementaire eigenschappen
De rand van een gesloten verzameling is een deel van die gesloten verzameling. De rand van een open verzameling is disjunct met die open verzameling.
Een verzameling en haar complement hebben dezelfde rand. De rand van een verzameling is disjunct met het inwendige van die verzameling.
De afsluiting is de vereniging van het inwendige met de rand. De rand is dus het verschil van de afsluiting met het inwendige.
De rand van {\displaystyle A} is een gesloten verzameling van {\displaystyle X}. De rand van {\displaystyle A} is dan en slechts dan een deelverzameling van {\displaystyle A}, als de rand een gesloten verzameling is. {\displaystyle A} is dus gesloten als en slechts als ze haar eigen rand bevat. Hieruit volgt dat de relatie {\displaystyle \delta } "heeft als rand" op de machtsverzameling {\displaystyle 2^{X}} volledig de topologie van {\displaystyle X} vastlegt.
De rand van een gesloten verzameling heeft geen inwendige. Een verzameling is gelijk aan haar eigen rand als en slechts als ze gesloten is en een leeg inwendige heeft.
De rand van de rand van {\displaystyle A} is een deelverzameling van de rand van {\displaystyle A}
{\displaystyle \delta (\delta (A))\subset \delta (A)},
omdat deze laatste is gesloten is. Soms betreft het een strikte deelverzameling, zoals blijkt uit het voorbeeld van de rationale getallen.
De rand van de rand van {\displaystyle A} heeft een leeg inwendige, zodat hij op zijn beurt gelijk is aan zijn eigen rand:
{\displaystyle \delta (\delta (\delta (A)))=\delta (\delta (A))}

## Afhankelijkheid vanX
De rand is geen intrinsieke topologische eigenschap van A, maar hangt af van de inbedding in de ruimte X. Zo is bijvoorbeeld de rand van A in zichzelf, opgevat als een topologische ruimte met de deelruimtetopologie, steeds leeg.